# 上杉梨華
上杉 梨華（うえすぎ りか、1980年4月8日 - ）は、日本のグラビアアイドル。神奈川県出身。
趣味は料理、特技はエレクトーン、ローラーブレード。
現在の活動・消息は一切不明。

## 出演

### TV
- トゥナイト2
- 明日があるさ
- やるヌキッ!
- 一流芸能人御用達高級会員制「クラブ女王様の部屋」（2001年1月3日、日本テレビ系）
- ある日、嵐のように（2001年、NHK総合）
- 寝ドキッ!!（2001年、日本テレビ系）
- 美女大集合・玉つきだ!秀ちゃんのビリヤードバトル2002（2002年1月2日、テレビ朝日系）

### 映画
- 地図から消えた村 杉沢村の呪い（2001年1月26日、ブロードウェイ）
- GUN CRAZY Episode4 用心棒の鎮魂歌（2003年5月10日、パイオニアLDC=ジャパンホームビデオ）
- ファイト☆ガールズ（2003年10月25日、デュ−ク）
- SHORT LOVE 4つの愛の物語（2004年5月7日、クリエイティブアクザ）

### DVD
- South Window（2002年11月21日、コムアライアンス）
- I kiss（2003年4月30日、ベガファクトリー）
- R×R上杉梨華（2004年5月、バウハウス）

### 写真集
- Female 深層部分（2001年8月、ワニマガジン社、撮影：木原伸幸）ISBN 978-4898298305
- PANIC（2002年6月、ワニマガジン社、撮影：沢渡朔）ISBN 978-4898298510
- R指定（2004年4月、バウハウス、撮影：河野英喜）ISBN 978-4894619746
- ガールズミックス〈Vol.1〉RRR REMIX(ガールズミックス VOL.1)（2005年4月、バウハウス、撮影：河野英喜）ISBN 978-4778803056
- ROOM SERVICE（2005年1月、彩文館出版、撮影：Alex Won）ISBN 978-4775600641
- 超なまレースクィーン2 -ベストレースクィーン写真集（2000年11月、ワニマガジン社、撮影：鯨井康雄）ISBN 978-4898298145 - Team YeLLOW CORnレースクイーンとして
- girls MIX VOL.1 上杉梨華（2005年3月、バウハウス、撮影：河野英喜）ISBN 978-4778803056 - 「R指定」の未公開フォト集・DVD付

### WEB
- BAUHAUSアイドルBOOK・上杉梨華「R指定-A面」
- BAUHAUSアイドルBOOK・上杉梨華「R指定-B面」
- @misty 上杉梨華デジタル写真集
- 上杉梨華デジタルグラビア「camouflage」
- 上杉梨華デジタルグラビア「爽健美人」

### CD
- 「月と笑顔」（ワールドクリーク）（2002年7月24日）

### カード
- まるごとコスチューム コレクションカード（2003年11月22日、エポック社）- アイドル5名によるコスプレ